# كريستيان نيدهارت
كريستيان نيدهارت (بالألمانية: Christian Neidhart)‏ (1 أكتوبر 1968 ببراونشفايغ في ألمانيا - ) هو لاعب كرة قدم ألماني في مركز الهجوم. لعب مع آينتراخت براونشفايغ وساتشسين لايبزيغ ونادي أوسنابروك وChengdu Tiancheng F.C. ‏ وFlensburg 08 ‏ و وBV Cloppenburg ‏ وVfB Oldenburg ‏ وWacker 04 Berlin ‏.

## وصلات خارجية
- كريستيان نيدهارت على موقع قاعدة بيانات كرة القدم.إي يو (الإنجليزية)
- كريستيان نيدهارت على موقع بيانات كرة القدم. دي إي (الألمانية)
- كريستيان نيدهارت على موقع عالم كرة القدم.نت (الإنجليزية)